# Чапский, Михал
Михал Чапский (1702 — 25 октября 1796) — государственный деятель Речи Посполитой, последний воевода мальборкский (1756—1772). Кавалер ордена Белого орла (1758).

## Биография
Представитель польского дворянского рода Чапских герба «Лелива». Сын хорунжего поморского Петра Чапского и Кристины Дорповской, племянник епископа пшемысльского и куявского Валентия Александра Чапского.
В 1756 году Михал Чапский получил должность воеводы мальборкского. 3 августа 1758 года был награждён ордена Белого орла.
В политике был сторонником саксонской династии Веттинов и противником партии Чарторыйских. В 1765-1766 годах требовал отмены пошлин на границе Королевской Пруссии.
Выступал против российского посла, князя Николая Васильевича Репнина, и поддерживал Барскую конфедерацию. В 1772 году после первого раздела Речи Посполитой Михал Чапский переехал в свои имения.
Был трижды женат. Через брачные союзы был связан с Ледоховскими, Пржебендовскими и Дзялынскими.